# Митрофан (Землянский)
Епископ Митрофан (в миру Михаил Александрович Землянский; 27 сентября 1863, Пашский погост, Новоладожский уезд, Санкт-Петербургская губерния — 29 августа 1914, Орёл) — епископ Русской православной церкви, епископ Елецкий, викарий Орловской епархии. Духовный писатель.

## Биография
Родился 27 сентября 1863 года на Пашском погосте Новоладожского уезда Петербургской губернии в семье протоиерея.
В 1884 году окончил Санкт-Петербургскую духовную семинарию.
1 декабря 1885 года — надзиратель за учениками Александро-Невского духовного училища.
25 января 1887 года рукоположен во священника к церкви Михайловского погоста, Новоладожского уезда. Здесь молодой священник проявил заботу о восстановлении православия среди заблудшего населения. Им было построено три приходских школы, в которых обучалось около 80 детей преимущественно из старообрядцев. В этих школах и ещё в земской школе он состоял законоучителем. Его труды на пользу Православной Церкви в скором времени дали свои добрые плоды.
В 1890 году он лишился жены и дочери. Смерть жены, которая содействовала ему в делах помощи бедным прихожанам, произвела перемену в его жизни и настроении. Он решил расширить своё богословское образование и в 1891 году поступает в Санкт-Петербургскую духовную академию. В течение академического курса он состоял членом-деятелем «Общества распространения религиозно-нравственного просвещения в Санкт-Петербурге». Своими проповедями он привлекал слушателей, а среди старообрядцев Петербурга являлся вполне опытным сеятелем истины православной церкви. Кроме того, сотрудничал в органе петербургской епархии «Санкт-Петербургский Духовный Вестник».
В 1895 году окончил Санкт-Петербургскую духовную академию со степенью кандидата богословия и 14 сентября пострижен в монашество и определен помощником смотрителя Московского Заиконоспасского духовного училища.
С 1897 года — преподаватель гомилетики в Новгородской духовной семинарии.
С 1903 года — инспектор Могилёвской духовной семинарии.
С 1905 года — настоятель Покрово-Болдинского монастыря, Астраханской епархии в сане архимандрита.
В 1908 году назначен на чреду священнослужения и проповеди в Санкт-Петербург.
Указом Св. Синода от 2 апреля 1910 года архимандрит Митрофан был назначен епископом Елецким, викарием Орловской епархии.
2 мая 1910 года хиротонисан во епископа Елецкого, викария Орловской епархии. Хиротония совершали: митрополит Петербургский Антоний (Вадковский) и другие иерархи.
Преосвященный Митрофан имел прямое назначение жить в Ельце, однако переехать смог лишь через два года. Как викарный епископ, которому было поручено ведение и назначение псаломщиков, Владыка Митрофан первым делом озаботился устройством при Троицком мужском монастыре псаломщической школы, исходатайствовав у епархиального съезда пособие на её содержание.
Смерть застигла Преосвященного Митрофана 29 августа 1914 года в Орле, где он жил последние два с половиной месяца в качестве временного управляющего епархией по случаю болезни Преосвященного епископа Григория.

## Труды
- «Три слова о монашестве». СПБ, 1909.
- «Восстановление церковно-уставной проповеди, как надежный способ обращения заблуждающихся от истинной веры и благочестия». СПБ, 1910.
- Речь при наречении его во епископа 29 апреля 1910 года. «Приб. к „ЦВ“ 1910, № 19-20, с. 802—803.
- „На чреде молитвы и служения слову“. К первой годовщине поминовения о. Иоанна Кронштадтского», СПБ, 1910.
- «Церковная проповедь, как душеспасительный труд благовестников». СПБ, 1910.
- «Истовое богослужение, как общенародный проповедник Евангельской проповеди». Орёл, 1911.
- «Время остепениться и оставить злообычаи хулиганства».